# 덴마크-베트남 관계

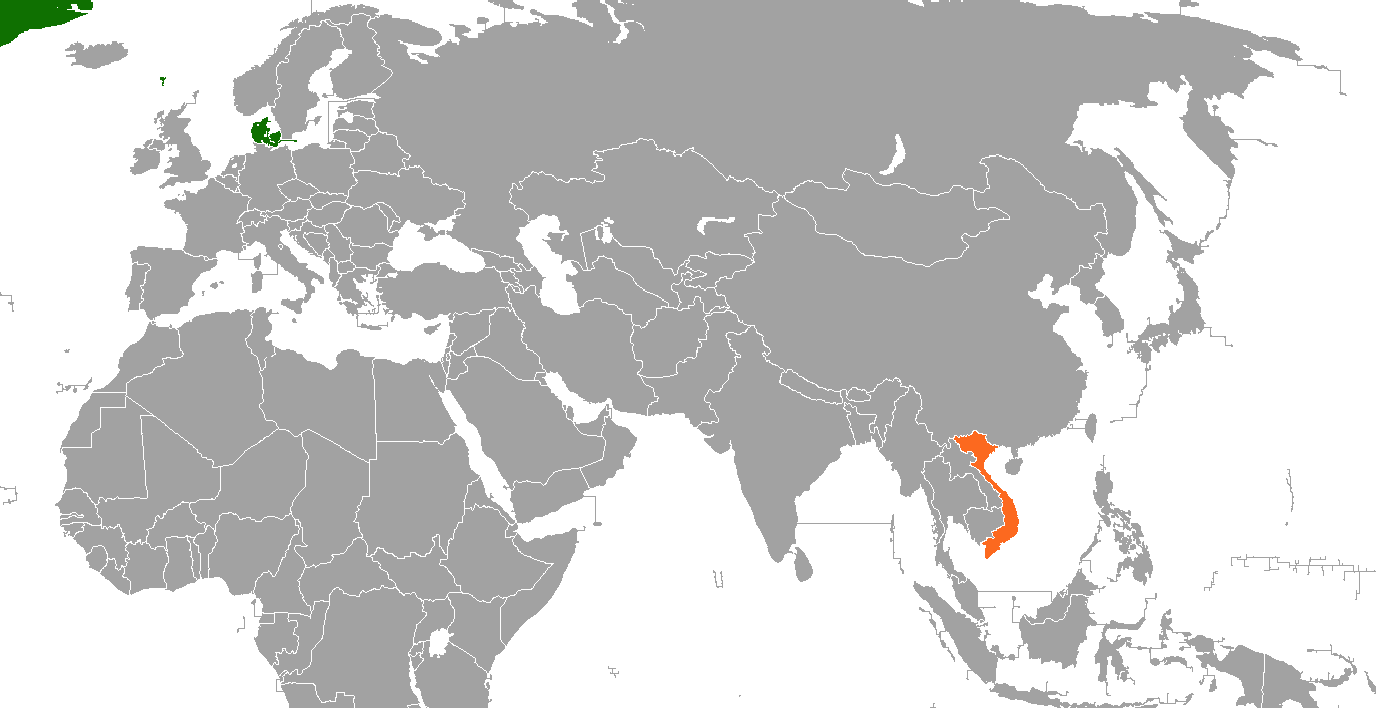

덴마크-베트남 관계란, 덴마크-베트남간의 대외 관계이다. 양국은 1971년 11월 25일 외교관계를 수립했다. 1994년 4월 1일 덴마크는 하노이에 대사관을 설치했고 2000년 8월 12일부터 코펜하겐에 베트남 대사관을 운영하고 있다.

## 베트남 이주
약 8,500명의 베트남인 이 덴마크에 살고 있다.
그들은 베트남 전쟁의 영향을 많이 받았다.

## 계약
2002년 양국은 환경보호협정에 서명했다. 2007년 양국은 덴마크의 베트남 대상 일반신용프로그램에 관한 기본합의에 서명했다.

## 양자 방문
- 1999년 9월, 베트남의 황수상이 덴마크를 방문. 2002년 6월 응우옌 지엔 베트남 외무장관 덴마크 방문  2004년 10월, 하노이에서 개최된 제5회 아시아·유럽 회의에 출석.  2007년 3월 울리크 페데르스필 덴마크 외무장관이 베트남을 방문.  2009년 11월 덴마크의 마르그레 2세 여왕이 베트남을 방문.  2013년 3월 빌리 소번달, 덴마크 방문[4]

## 같이 보기
- 덴마크의 대외 관계
- 베트남의 대외 관계